# Lyonesse

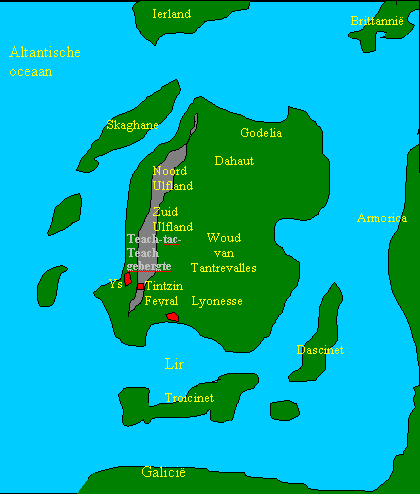
Landkaart van de streek waar de Lyonesse verhalen zich afspelen

Lyonesse is een trilogie geschreven door sciencefictionauteur Jack Vance.
De drie delen zijn:
- De tuin van Suldrun (oorspronkelijke titel: Lyonesse, soms Suldren's Garden, 1983)
- De groene parel (oorspronkelijke titel: The Green Pearl, 1985)
- Madouc (oorspronkelijke titel: Madouc, 1990)